# Ordine della Stella del Ghana
L'Ordine della Stella del Ghana è un ordine cavalleresco ghanese.

## Classi
L'Ordine è suddiviso nelle seguenti classi di benemerenza che danno diritto a dei postnominali qui indicati tra parentesi:
- Compagno (CSG)
- Ufficiale (OSG)
- Membro (MSG)

## Insegne
- Il nastro è per un terzo rosso, un terzo giallo e un terzo verde.